# Stomatophyta
 (mars 2017).
Si vous disposez d'ouvrages ou d'articles de référence ou si vous connaissez des sites web de qualité traitant du thème abordé ici, merci de compléter l'article en donnant les références utiles à sa vérifiabilité et en les liant à la section « Notes et références ».
Classification phylogénétique
Clade
Les Stomatophyta (stomatophytes en français) sont un sous-clade des embryophytes dans la classification phylogénétique du vivant. Ils regroupent les plantes (Plantae) portant, sur leurs feuilles, des ouvertures appelées stomates pour échanger les gaz respiratoires avec leur environnement, contrairement aux marchantiophytes, qui possèdent des pores aériens.
Les stomatophytes possèdent également une tige visible, ce qui fait d'eux les plantes les plus connues : mousses, fougères, coniférophytes, angiospermes.

## Publication originale
- (en) Paul Kenrick et Peter R. Crane, « Problems in Cladistic Classification: Higher-Level Relationships in Land Plants », Aliso, États-Unis, vol. 15, no 2,‎ 1996, p. 87-104 (ISSN 0065-6275, DOI 10.5642/aliso.19961502.04).